# بنتسکو
بنتسکو (به چکی: Benecko) یک منطقهٔ مسکونی در جمهوری چک است که در ناحیه سمیلی واقع شده‌است.